# 伊萬娜·克利姆普什-欽察澤
伊萬娜·奥雷斯蒂芙娜·克利姆普什-欽察澤（烏克蘭語：Іванна Орестівна Климпуш-Цинцадзе；1972年7月5日—），乌克兰政治人物和记者，曾任乌克兰欧盟北約一體化副总理。曾於2016年和2019年当选乌克兰最高拉达議員。